# Jurinella
Jurinella é um género botânico pertencente à família Asteraceae. O género foi descrito por Hippolyte François Jaubert e Édouard Spach  e publicado em Illustrationes Plantarum Orientalium 2: [101–103]. 1846.
No sistema de classificação filogenética Angiosperm Phylogeny Website. este género é listado como sinónimo de Jurinea Cass.

## Espécies
A base de dados Tropicos indica 3 taxa subordinados:
- Jurinella moschus (Hablitz) Bobrov
- Jurinella squarrosa Iljin
- Jurinella subacaulis Iljin

O The Plant List indica este género como não tendo nomes aceites, listando 5 dos 10 taxa descritos como sinónimos:
- Jurinella microcephala (Boiss.) Wagenitz
- Jurinella moschus Bobrov
- Jurinella moschus subsp. pinnatisecta (Boiss.) Danin & P.H.Davis
- Jurinella squarrosa (Fisch. & C.A.Mey.) Iljin
- Jurinella subacaulis (Fisch. & C.A.Mey.) Iljin